# 皮特河

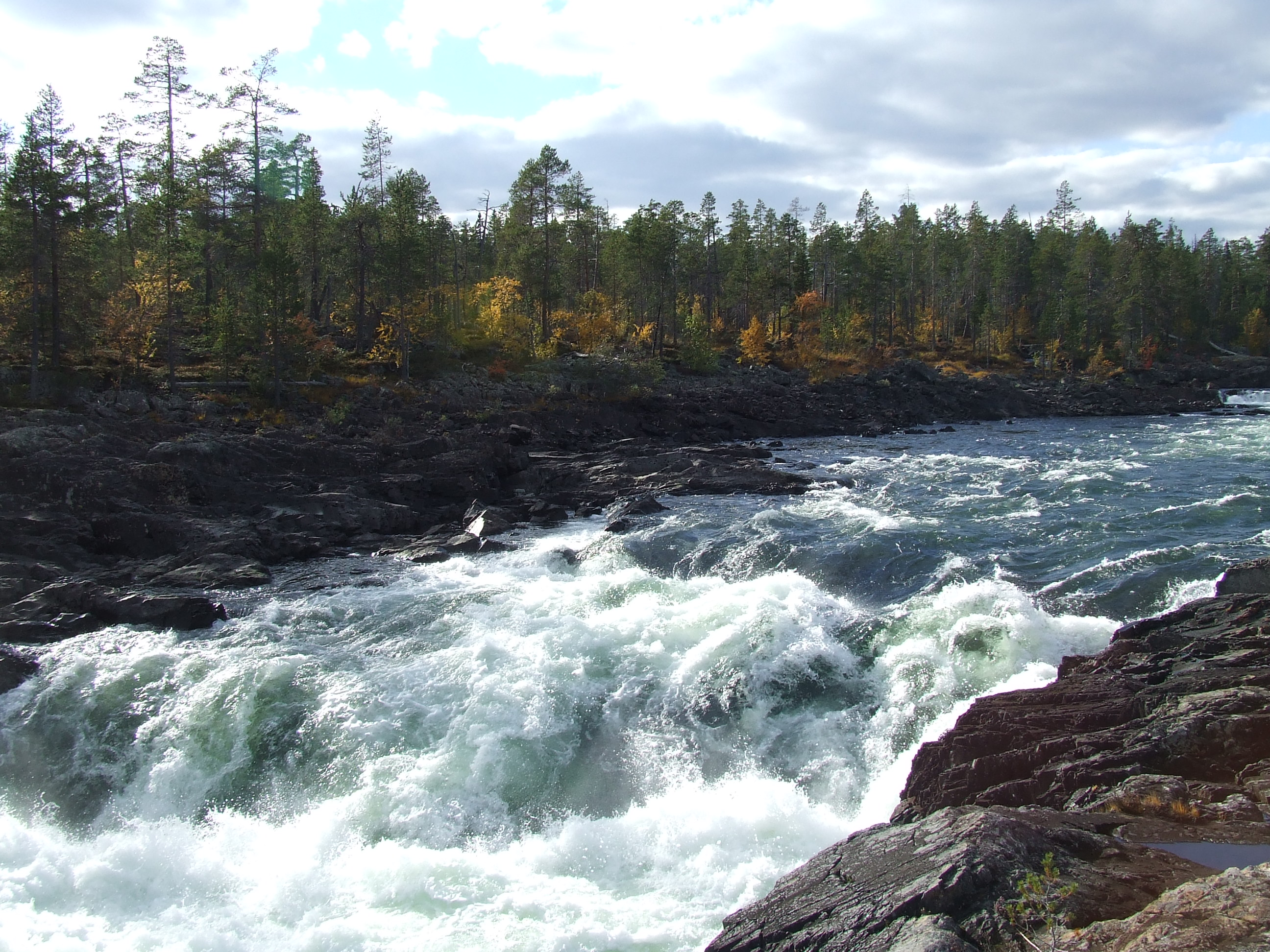

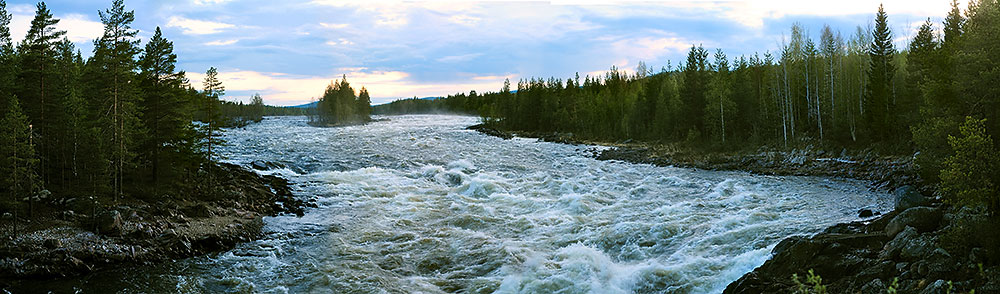

皮特河（瑞典語：Pite älv）是瑞典的河流，位於該國北部，流經北博滕省，最終注入波的尼亞灣，河道全長400公里，流域面積11,285平方公里，平均流量每秒160立方米。